# Ephedra foeminea
Ephedra foeminea là một loài thực vật hạt trần trong họ Ephedraceae. Loài này được Forssk. mô tả khoa học đầu tiên năm 1775.